# Olle Wigander
Erik Olof (Olle) Georg Wigander, född 30 september 1903 i Bo församling, Örebro län, död 26 september 1970 i Kungsholms församling, Stockholm, var en svensk redaktör. 
Efter studentexamen i Norrköping 1922 studerade Wigander vid Stockholms högskola 1925–1926. Han anställdes vid Tidningarnas Telegrambyrå (TT) med tjänstgöring i Berlin 1926, vid TT:s stockholmsredaktion 1937, vid Aftontidningen 1947 och var kommunalredaktör vid Aftonbladet från 1955.